# Vladimír Drápal (výtvarník)
Vladimír Drápal (28. října 1921 Tvarožná – 30. dubna 2015 Tvarožná) byl český akademický malíř, grafik, sochař a vysokoškolský pedagog. Celý život prožil ve Tvarožné u Brna.

## Život a dílo
Absolvoval Školu uměleckých řemesel v Brně (1939–1943) v ateliéru Emanuela Hrbka a Vysokou školu uměleckoprůmyslovou v Praze v ateliéru Josefa Kaplického (1945–1949). V roce 1947 byl na studijním pobytu v Paříži. Od roku 1964 vyučoval na Katedře výtvarné výchovy Pedagogické fakulty UJEP v Brně (dnes MU), v letech 1974–1982 působil jako docent na Katedře věd o umění Filozofické fakulty UJEP v Brně (dnes MU). 
Byl zakládajícím členem tvůrčí skupiny Profil 58 a Sdružení Q (od roku 1990). Zabýval se malbou, kresbou, grafikou, ale také keramickou, dřevěnou a bronzovou plastikou. Jeho sochařské realizace zdobí veřejná prostranství a budovy institucí (např. „Venuše“ u pavilonu Anthropos nebo reliéf „Dvojice“ v budově Ústavního soudu ČR). Dominantním námětem jeho děl byl člověk. Významné jsou zejména portrétní cykly vesničanů či série „Dvojic“ a „Venuší“, symbolizujících lidský rod. Oblíbeným tématem umělcovy tvorby byly také kresby a plastiky koní. V malířských, grafických i sochařských dílech volil tvarovou i barevnou nadsázku.
Zúčastnil se mnoha kolektivních výstav u ČR i v zahraničí, uspořádal desítky samostatných výstav v Brně a dalších místech ČR. Jeho dílo je zastoupeno mimo jiné ve sbírkách Moravské galerie, Muzea města Brna nebo Národní galerie v Praze a nachází se ve sbírkách mnoha evropských galerií.
Za celoživotní uměleckou a pedagogickou dráhu mu byla opakovaně udělena Cena města Brna, v roce 2011 získal Cenu Jihomoravského kraje a obdržel medaili Artis Bohemiae Amicis.

## Galerie

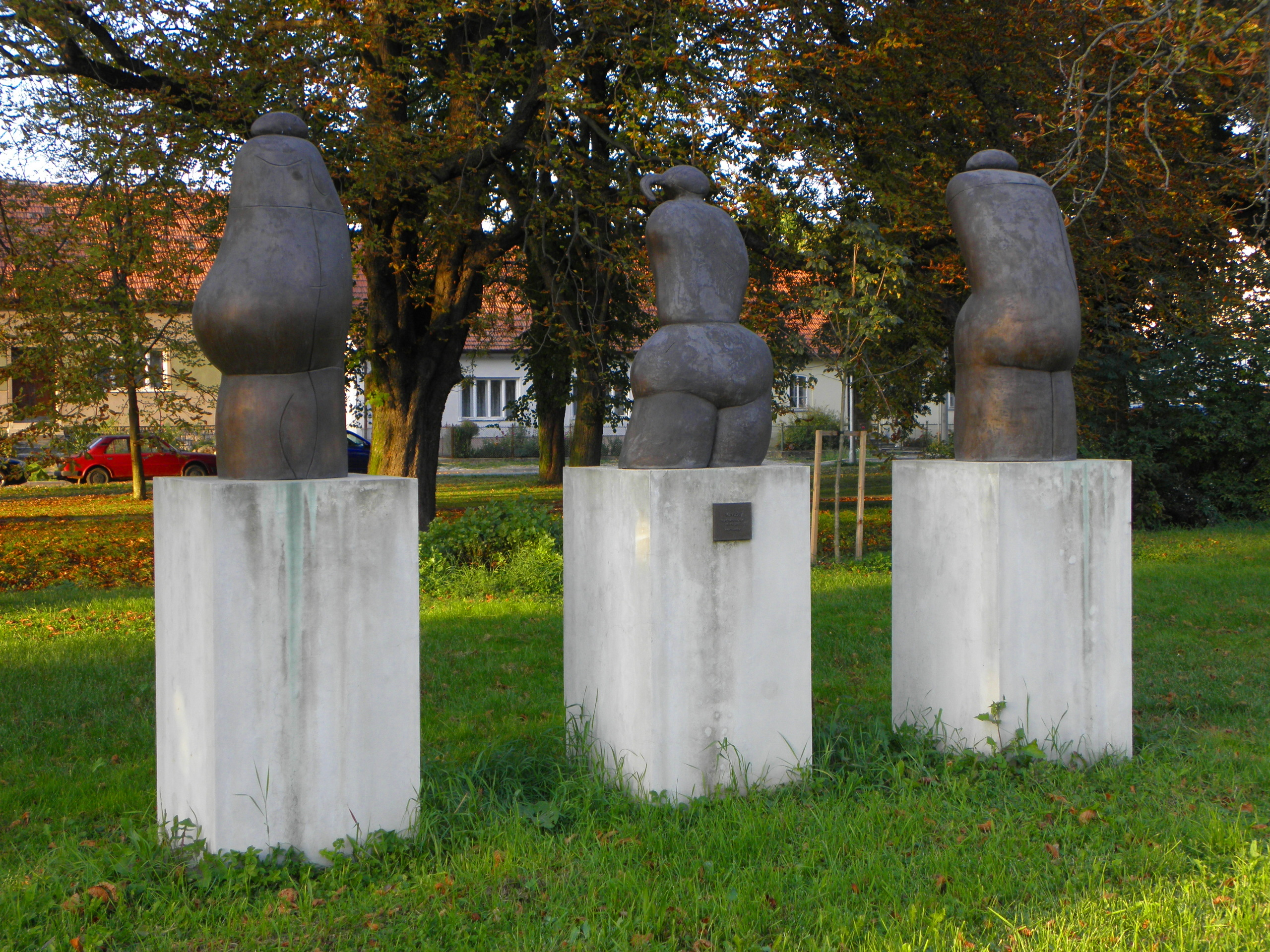
Tři Venuše – bronz
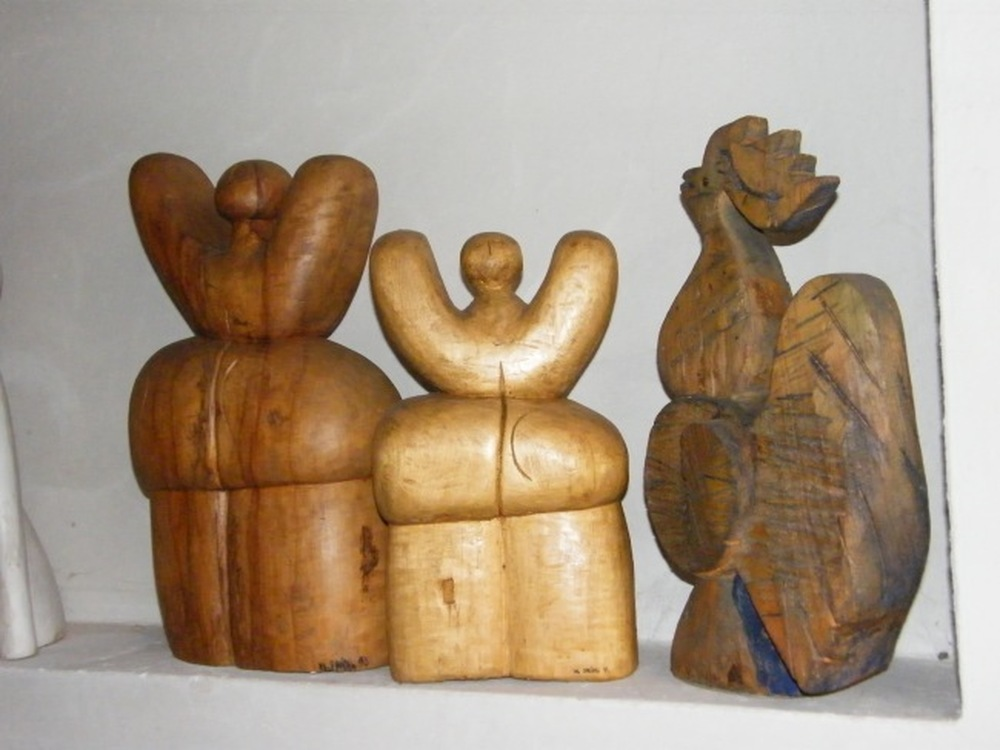
Dřevěné plastiky Venuše a Kohout
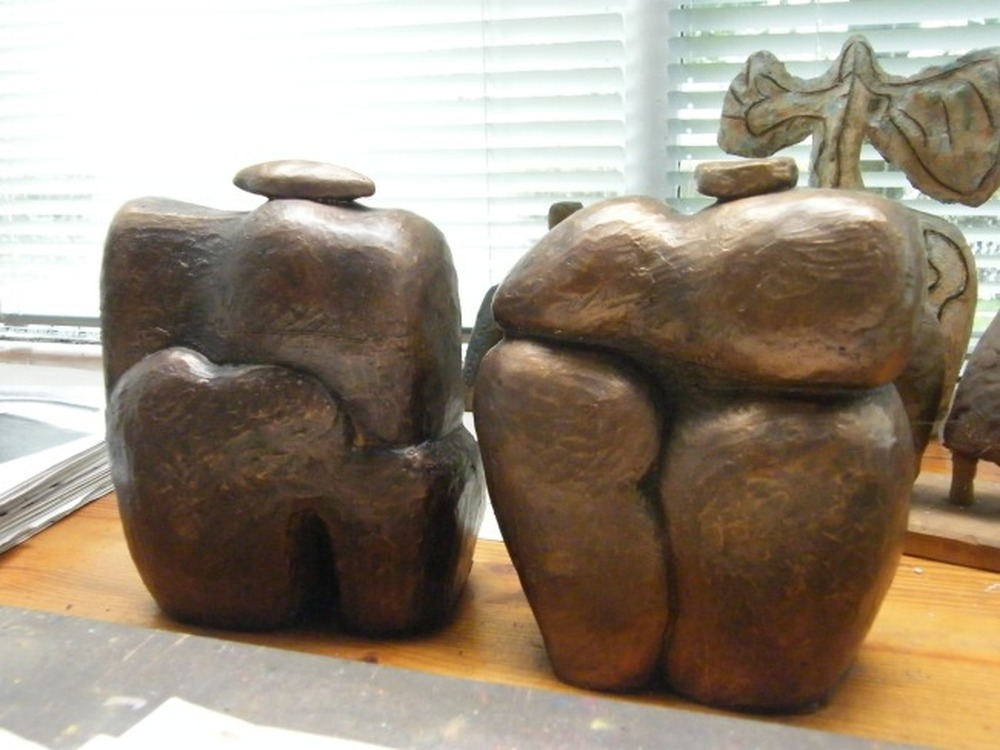
Dvojice – bronz
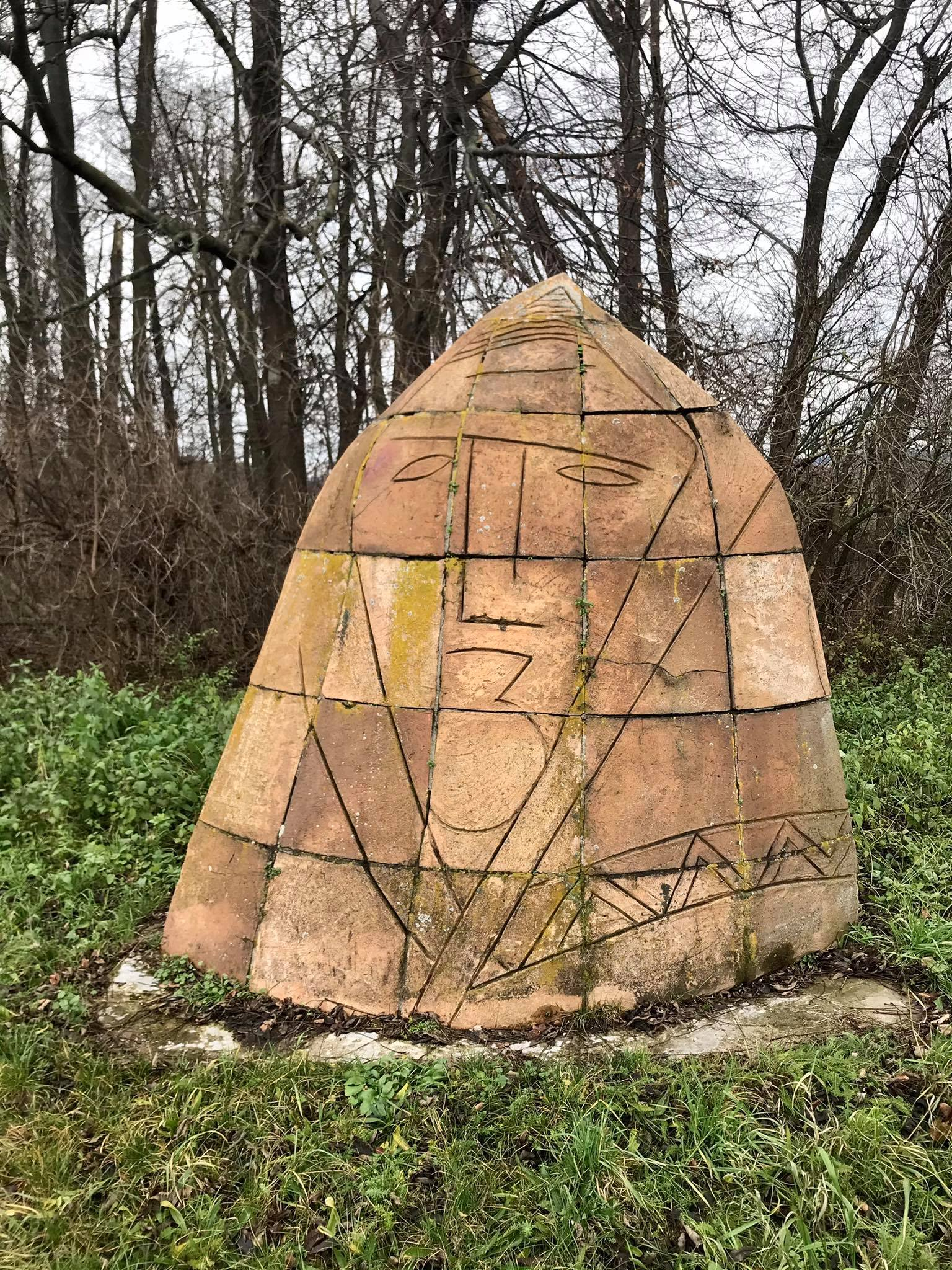
Hlava muže – keramika